# Deutsche Börse

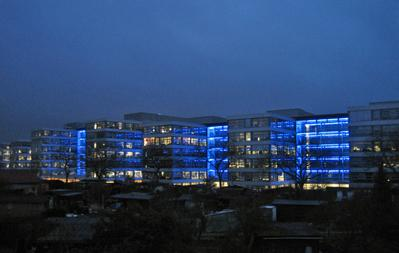
Rückansicht der ehemaligen Unternehmenszentrale in Frankfurt-Bockenheim

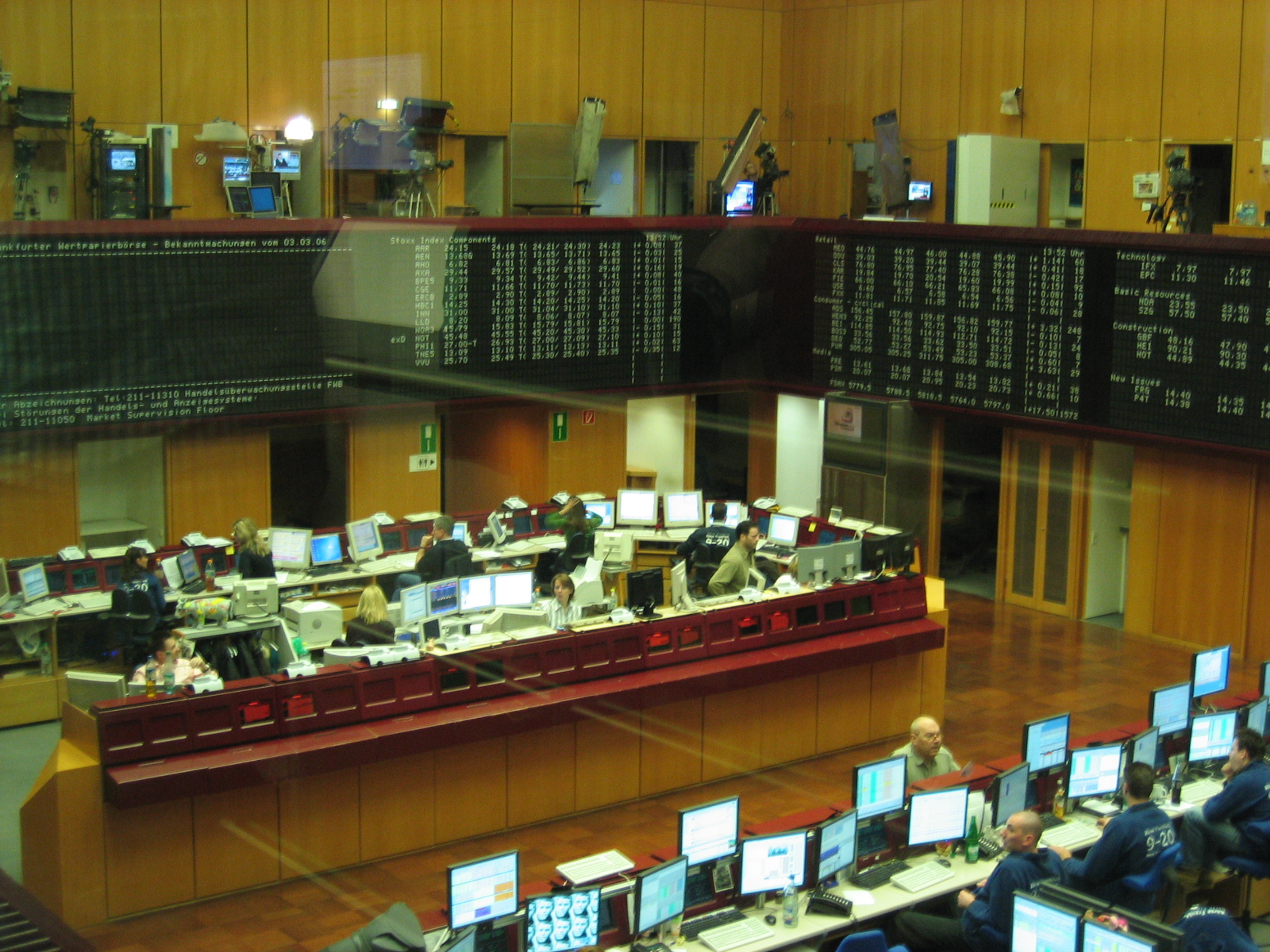
Alter Handelssaal der Frankfurter Wertpapierbörse

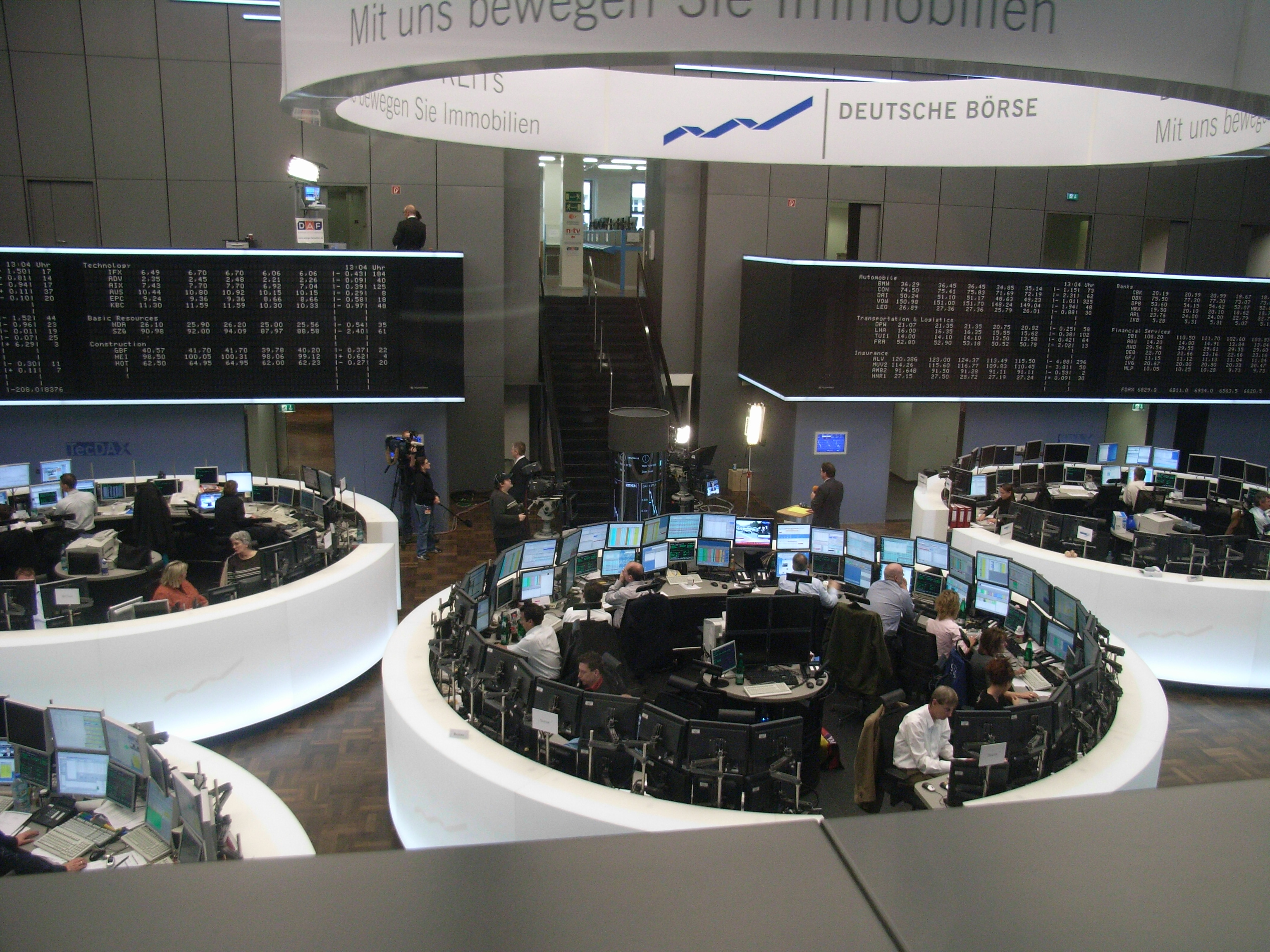
Neuer Handelssaal der Frankfurter Wertpapierbörse

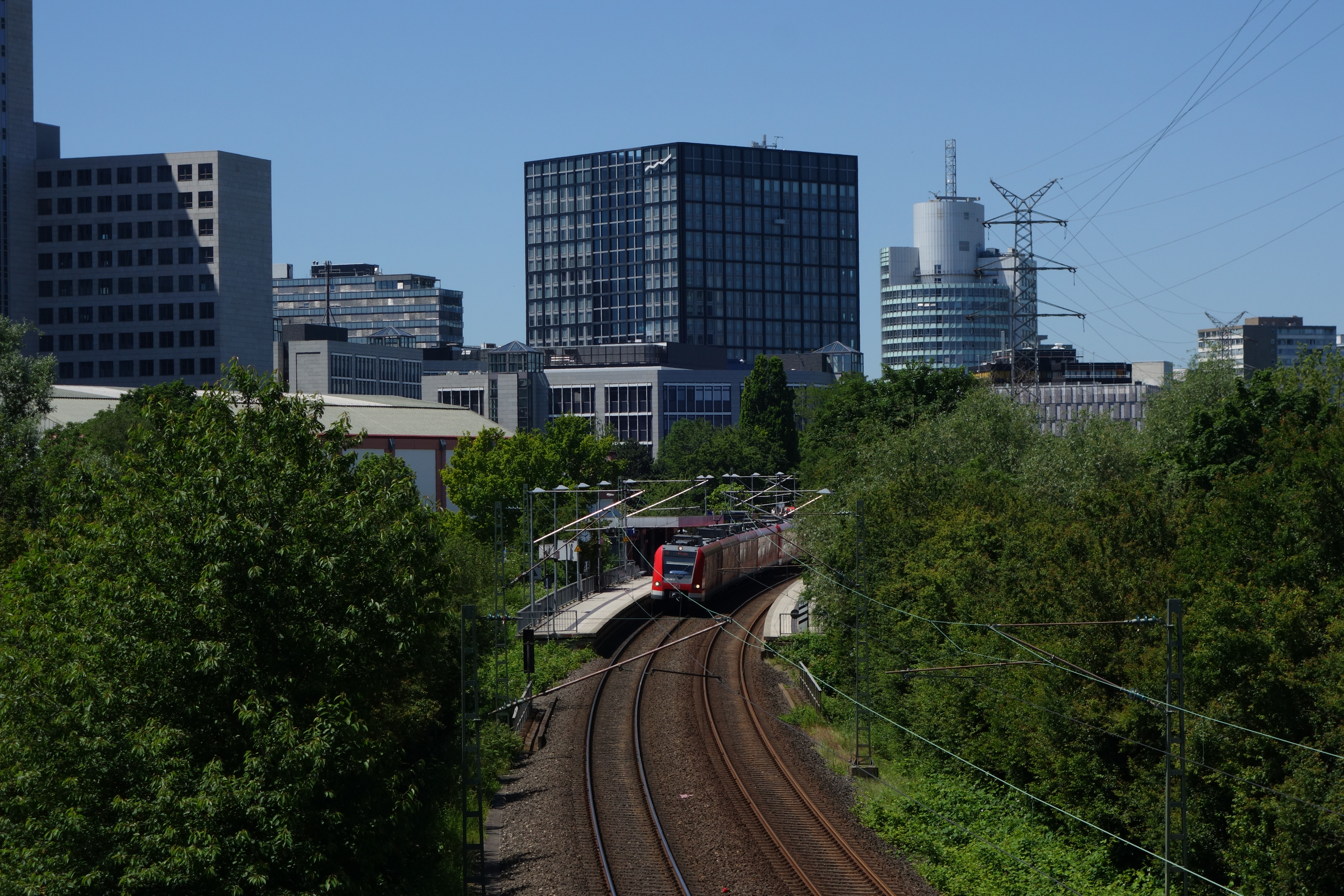
Das Gebäude The Cube der Deutschen Börse in Eschborn über dem S-Bahn-Haltepunkt Eschborn Süd

Die Deutsche Börse AG ist eine deutsche Aktiengesellschaft mit Sitz in Frankfurt am Main. Kerngeschäft ist die Entwicklung und der Betrieb von Handelsplattformen, Teilnehmernetzwerken und Abwicklungssystemen für Börsen. Sie ist zudem Träger der öffentlich-rechtlichen Frankfurter Wertpapierbörse, Herausgeberin der DAX-Indexfamilie sowie zahlreicher weiterer Aktienindizes, und mit ihren eigenen Aktien selbst im DAX gelistet.

## Geschichte
Die Deutsche Börse entstand im Jahr 1992 aus der erst 1990 gegründeten Frankfurter Wertpapierbörse AG. Im Jahr 2000 gab das Unternehmen den traditionellen Sitz am Handelsplatz in der Frankfurter Innenstadt zugunsten eines modernen Bürogebäudes, der sogenannten Neuen Börse, am Industriehof in Frankfurt-Bockenheim auf. Das Bürogebäude war als Neubau für die Deutsche Börse von einem Immobilienfonds der Commerzbank errichtet worden.
Um Gewerbesteuer zu sparen, beschloss die Deutsche Börse nach Ablauf der zehnjährigen Mindestmietzeit der Neuen Börse den Umzug von Frankfurt in das benachbarte Eschborn. Im Juli 2008 zog etwa die Hälfte der in Deutschland ansässigen Mitarbeiter in Übergangsbüroräume in Eschborn. Im Juli 2010 zogen dann jene sowie die bisher in der Neuen Börse verbliebenen Mitarbeiter in das neugebaute Bürogebäude, The Cube in Eschborn. In Frankfurt verbleiben das Rechenzentrum sowie die Verwahrstelle für Wertpapiere. Obwohl die Börse somit kaum noch Mitarbeiter in Frankfurt beschäftigt, bleibt die Mainmetropole offizieller Sitz der Deutschen Börse.
Im vierten Quartal 2009 erzielte die Deutsche Börse erstmals seit ihrem Börsengang ein negatives Ergebnis. Aufgrund von hohen Abschreibungen nach der Übernahme der International Securities Exchange kam es erstmals zu Entlassungen im Konzern. Dabei wurden 450 Stellen, ca. 15 Prozent der Mitarbeiter, abgebaut und teilweise ins günstigere Tschechien verlagert.
Trotz der COVID-19-Pandemie konnte die Deutsche Börse im Jahr 2020 ihren Umsatz um 15 % und ihre Nettoerlöse um 9 % zum Vorjahr 2019 steigern. Darüber hinaus wuchs die Belegschaft der Deutschen Börse im Jahr 2020 um 463 Mitarbeiter.

## Unternehmensprofil
Die Gruppe Deutsche Börse beschäftigte Ende 2024 weltweit über 15.000 Mitarbeiter an über 60 Standorten mit über 125 unterschiedlichen Nationalitäten. Sie betreibt die Handelsplätze Xetra und Börse Frankfurt im Kassamarkt-Geschäftsbereich Deutsche Börse Cash Market und mit Eurex eine der größten Terminbörsen der Welt. Außerdem ist das Unternehmen seit 2002 Alleineigentümer des internationalen Wertpapierabwicklers Clearstream zur Abwicklung, Verwaltung und Verwahrung von Wertpapieren.
Die Entwicklung und Bereitstellung technischer Dienste wie Softwareentwicklung, Bereitstellung und Betrieb von Computern und Netzwerken, Bereitstellung und Betrieb des Teilnehmernetzwerks übernimmt die Deutsche Börse IT.
Im Segment Market Data + Services stellt die Deutsche Börse Wertpapierkurse in Echtzeit sowie Informationsprodukte wie Aktienindizes und Referenzdaten (Stamm- und Termindaten zu Wertpapieren) zur Verfügung. Zum 31. Dezember 2012 wurden an der Börse Frankfurt über 990.000 Finanzinstrumente gehandelt.
Die Market News International Inc. (MNI), eine hundertprozentige Tochtergesellschaft der Deutsche Börse, übernahm im November 2009 den US-Finanznachrichtendienst Need to Know News. MNI wurde im Juli 2016 von der Deutsche Börse AG an Hale Global veräußert.
Im Juli 2015 kaufte die Deutsche Börse die Devisenplattform 360T für 725 Millionen Euro und erwarb außerdem von der SIX Group deren Anteile (49,9 %) an dem Gemeinschaftsunternehmen STOXX AG für einen Kaufpreis von CHF 650 Mio.
2019 übernahm die Deutsche Börse gemeinsam mit dem Finanzunternehmen General Atlantic den US-amerikanischen Softwareanbieter Axioma und führte dieses Unternehmen mit den Indexanbietern DAX und Stoxx zusammen zu der neuen Tochtergesellschaft Qontigo.
Die Deutsche Börse ist Gründungsmitglied des „Bündnis Ökonomische Bildung Deutschland“. Das Bündnis versucht finanzielle Bildung in den Schulen zu verankern.
Ende Februar 2021 hat die Deutsche Börse den Erwerb einer Mehrheitsbeteiligung an Institutional Shareholder Services Inc. (ISS), einem Anbieter von Governance-Lösungen, ESG-Daten und Analytik, erfolgreich abgeschlossen.
Am 27. April 2023 machte die Deutsche Börse ihre Absicht öffentlich, die dänische SimCorp A/S zu übernehmen, einen weltweit agierenden Anbieter von Software für die Finanzindustrie. Sie bot einen Kaufpreis von fast 4 Milliarden Euro. SimCorp empfahl den Aktionären, dem Übernahmeangebot zuzustimmen. Alle Regulatoren stimmten zu. Bis zum 20. September 2023 dienten 94 % der Simcorp-Aktionäre ihre Aktien an. Im Rahmen eines Squeeze-out hat die Deutsche Börse Anfang November auch die verbleibenden Aktien an SimCorp erworben. Im November 2023 wurde bekannt, dass SimCorp und Axioma fusionieren werden, und Qontigo aufgelöst wird.

### Aktionärsstruktur
Gemäß der veröffentlichten Aktionärsstruktur der Gruppe Deutsche Börse lag der Anteil institutioneller Investoren Ende 2023 bei 91 % und der Anteil ausländischer Investoren bei 80 %.
Auf der Basis der veröffentlichten Stimmrechtsanteile halten die folgenden Investoren jeweils mehr als 3 % der Stimmrechte der Deutsche Börse AG (Stand: 7. Juni 2024): Amundi S.A., BlackRock, Inc., FIL Limited, Flossbach von Storch AG und Massachusetts Financial Services Company (MFS).

### Unternehmensführung
Das Unternehmen wird von einem siebenköpfigen Vorstand geleitet.
Mitglieder des Vorstands sind:
- Stephan Leithner, Vorstandsvorsitzender
- Christoph Böhm, IT-Vorstand (Chief Information Officer/Chief Operating Officer)
- Thomas Book, verantwortlich für Trading und Clearing
- Stephanie Eckermann, verantwortlich für Post-Trading
- Heike Eckert, verantwortlich für Governance, People und Culture, Arbeitsdirektorin
- Christian Kromann, verantwortlich für Investment Management Solutions
- Gregor Pottmeyer, Finanzvorstand (Chief Financial Officer)

Nach längerem Rechtsstreit wurde im Aufsichtsrat mit Ende der Hauptversammlung im Mai 2018 die paritätische Mitbestimmung eingeführt.

### Unternehmensstruktur
Die wichtigsten Beteiligungen der Deutsche Börse sind:
- Eurex Frankfurt AG (100 %)
  - Eurex Clearing AG (100 %)
- Eurex Global Derivatives AG (100 %)
- Deutsche Börse Systems, Inc. (100 %)
  - Quantitative Brokers LLC (73 %)
- KNEIP Communication S.A. (100 %)
- Clearstream Holding AG (100 %)
  - Clearstream Banking S.A. (100 %)
  - Clearstream Banking AG (100 %)
- Clearstream Fund Centre AG (100 %)
- Clearstream Fund Centre Holding S.A. C
  - Clearstream Services S.A. (100 %)
  - Clearstream Fund Centre S.A.(100 %)

- Crypto Finance AG (91,94 %)
- 360 Treasury Systems AG (100 %)
  - 360TGTX Inc. (100 %)
- ISS STOXX GmbH (80,31 %)
  - ISS STOXX Index GmbH (100 %)
    - STOXX Ltd. (100 %)

  - ISS HoldCo Inc. (100 %)
    - Institutional Shareholder Services Inc. (100 %)
- SimCorp A/S (100 %)
  - Axioma Inc. (100 %)
- European Energy Exchange AG (75 %)
  - European Commodity Clearing AG (100 %)
  - Nodal Exchange Holdings, LLC (100 %)
  - EPEX SPOT SE (51 %)

### FirmensitzThe Cube
Um Gewerbesteuer zu sparen zog die Deutsche Börse 2010 von Frankfurt ins benachbarte Eschborn, wo die Börse durch die Immobilienentwickler Groß & Partner nach Plänen der Architekten KSP Jürgen Engel Architekten aus Braunschweig für 200 Millionen Euro einen 87 Meter hohen Büroturm mit einer 80 Meter hohen Eingangshalle bauen ließ. Das „The Cube“ getaufte Hochhaus hat eine Gesamtfläche von 56.000 m2 und die Deutsche Börse Photography Foundation der Deutschen Börse stellt regelmäßig die von ihr erworbenen Fotografien im Gebäude aus.
Als erstes Hochhaus in Deutschland wurde The Cube mit dem Leadership in Energy and Environmental Design (LEED) Platinum Zertifikat ausgezeichnet und im Oktober 2010 wurde es für 230 Millionen Euro an die österreichische Signa Holding veräußert. Die Deutsche Börse AG hat das Gebäude, mit Verlängerungsoption, bis 2038 angemietet. Im Dezember 2019 wurde das Gebäude von der Signa Holding an Swiss Life Asset Managers verkauft.

## Fusionsszenarien
Seit 2004 gab es folgende Projekte zu Zusammenschlüssen der Deutsche Börse mit anderen Börsenorganisationen:

### London Stock Exchange (2000, 2004)
Im Jahr 2000 war die Deutsche Börse am Widerstand der Eigentümer der London Stock Exchange (LSE) gescheitert, die LSE zu übernehmen.
Ende 2004 bemühte sich die Deutsche Börse zum zweiten Mal um die Übernahme der LSE. Gleichzeitig bot ebenfalls Konkurrent Euronext für die LSE. Mitte Januar 2005 wandte sich mit dem britischen Hedgefonds The Children’s Investment Fund (TCI) erstmals einer der Großaktionäre der Deutschen Börse gegen die geplante Übernahme der LSE. TCI argumentierte, eine Übernahme der Londoner Börse sei zu teuer und wertvernichtend für die Aktionäre der Deutschen Börse. Der Fonds schlug der Deutschen Börse vor, stattdessen eigene Aktien zurückzukaufen. Anfang März 2005 scheiterte der zweite Anlauf zur Übernahme. Die Deutsche Börse zog ihr Übernahmeangebot für 5,30 Pfund je Aktie oder umgerechnet 1,94 Milliarden Euro zurück. Gleichzeitig zog sich Euronext im Bieterverfahren um die LSE zurück. Die Deutsche Börse hielt sich trotz der Offertenrücknahme eine Option auf einen erneuten Übernahmeversuch offen, sollte ein anderer Interessent ein Gebot für die LSE abgeben. Der damalige Vorsitzende des Vorstands Werner Seifert verlor – nach teilweise in der Öffentlichkeit geführten Auseinandersetzungen mit Aktionären – seinen Job. Dies beflügelte auch die so genannte Heuschreckendebatte. Später gaben der Aufsichtsratsvorsitzende Rolf-Ernst Breuer und andere Mitglieder des Aufsichtsrats ihre Posten ab.

### Euronext
Im Jahr 2006 startete die Deutsche Börse mit ihrem neuen Vorstandsvorsitzenden Reto Francioni den Versuch einer Fusion mit der Vierländer-Börse Euronext. Das Vorhaben regte zahlreiche wirtschaftspolitische Diskussionen an. Der französische Staatspräsident Jacques Chirac plädierte für eine deutsch-französische Lösung. Der Präsident der Europäischen Zentralbank Jean-Claude Trichet präferierte eine Börsenfusion innerhalb Europas. Bundeskanzlerin Angela Merkel machte sich für eine etwaige Fusion der beiden Börsen stark und bezeichnete dies als interessantes Projekt. Neben der Deutschen Börse bemühte sich die New Yorker Börse NYSE um eine Kooperation mit Euronext.
Die Deutsche Börse hatte Euronext Mitte Februar 2006 eine „Fusion unter Partnern“ vorgeschlagen, ohne dabei die Offerte mit Details zu versehen. Medien berichteten, dass sich der zukünftige Firmensitz, die Firmenstruktur sowie die Abwicklungsaktivitäten eines fusionierten Unternehmens zu zentralen Streitpunkten entwickelten. Euronext wolle unter allen Umständen vermeiden, als Juniorpartner zu gelten. In Frankreich existierte die Besorgnis, die Deutschen wollten in Wahrheit keine Fusion gleichberechtigter Partner, sondern eine verdeckte Übernahme.
Nachdem sich der Aufsichtsrat von Euronext für eine Fusion mit der NYSE ausgesprochen hatte, da das Angebot attraktiver sei als das der Deutschen Börse, legte Letztere erstmals ein konkretes Kaufangebot für Euronext vor, das das der NYSE übertraf. Man bot 76,60 Euro je Euronext-Aktie oder rund 8,6 Milliarden Euro in bar und in Anteilen der neuen Gesellschaft. Euronext wies die Offerte jedoch zurück. In der darauf folgenden Zeit stellte Euronext zahlreiche Bedingungen für eine eventuelle Fusion. So solle sich die Deutsche Börse beispielsweise von ihrem einträglichen Clearstream-Geschäft trennen.
Im Oktober 2006 meldete die Deutsche Börse das Fusionsvorhaben mit der Vierländerbörse Euronext offiziell bei der EU-Kommission an. Als Reaktion ließ der Euronext-Vorstandsvorsitzende Jean-François Théodore gegenüber der Zeitung „La Tribune“ verlauten, „die beste Lösung zur Bildung einer großen europäischen Börse“ sei eine begrenzte Zusammenarbeit mit der Deutschen Börse; Euronext wolle jedoch an einem Zusammenschluss mit der New Yorker Börse NYSE festhalten. Einer kompletten Fusion von Euronext mit der Deutschen Börse erteilte Théodore erneut eine klare Absage, da Euronext bei einem solchen Zusammenschluss ein zu geringes Gewicht hätte. Als Reaktion darauf gab die Deutsche Börse ihre Fusionspläne Mitte November auf.

### SIX Swiss Exchange
Im August 2004 lehnte die Schweizer Börse SIX Pläne für eine Fusion ab. SIX war zu der Zeit bereits Kooperationspartner der Deutschen Börse bei Eurex. Im Oktober 2006 wurde die Gründung der Kooperation von SIX und Deutscher Börse unter dem Namen ALEX bekanntgegeben. Um einen Markenrechtsstreit zu verhindern, ein Tochterunternehmen der Rabobank verwendete bereits diesen Namen, wurde die Kooperation im August 2007 schließlich Scoach genannt. Mit Scoach als Handelsplatz für strukturierte Produkte sollte dem bisherigen Marktführer, der Euwax, dem Handelssegment für verbriefte Derivate der Börse Stuttgart, Konkurrenz gemacht werden. Im Juni 2013 wurde die gemeinsame Handelsplattform „Scoach“ aufgelöst und in „Börse Frankfurt Zertifikate AG“ umfirmiert.

### Chicago Mercantile Exchange Holdings
Im Oktober 2006 berichtete das „Wall Street Journal“, die Deutsche Börse und die Chicago Mercantile Exchange (CME) prüften die Möglichkeit eines Zusammenschlusses. Da die amerikanischen Wettbewerber NYSE und NASDAQ im Ausland nach Expansionsmöglichkeiten suchten, wäre ein Teilhaben an einer Konsolidierung für die CME eine Möglichkeit gewesen. Bei einer Fusion der Deutschen Börse mit der CME wären die Deutschen jedoch der Juniorpartner gewesen; das „Wall Street Journal“ taxierte im Oktober 2006 den Wert der CME auf rund 17 Milliarden US-Dollar.

### Borsa Italiana
Im Juni 2006 wurde bekannt, dass die Deutsche Börse eine Übernahme der Mailänder Borsa Italiana erwog. Die Varianten sahen offenbar vor, dass der Kassamarkt in Mailand ebenso wie die Anleiheplattform Mercato Telematico all’Ingrosso dei Titoli di Stato (MTS) erhalten bleiben soll. MTS wird von der italienischen Börse gemeinsam mit der Euronext betrieben.
Mitte Oktober 2006 unterzeichnete die Deutsche Börse eine Absichtserklärung mit der Borsa Italiana. Mit diesem Schritt sollte die Bildung einer europäischen Börse unter Einbeziehung der Euronext vorangetrieben werden. Zudem befanden sich die beiden Börsen in einem Dialog über die Schaffung einer europäischen Börsenorganisation mit föderalem Modell. Massimo Segre, Vorstandsmitglied der Borsa Italiana, erklärte zuvor, die Italiener wollten zusammen mit der Deutschen Börse der Euronext ein Alternativangebot zum Übernahmeangebot der New York Stock Exchange (NYSE) unterbreiten. Die Deutsche Börse hat am 8. September 2006 die Gespräche mit Borsa Italiana über einen gemeinsamen Ansatz für die Konsolidierung der europäischen Börsenlandschaft ausgesetzt.
2007 kaufte die London Stock Exchange die Borsa Italiana für rund 1,5 Milliarden Euro.

### International Securities Exchange Holdings
Am 30. April 2007 wurde bekannt, dass die Deutsche Börse die US-Optionsbörse International Securities Exchange (ISE) kauft. Der Zusammenschluss erfolgte durch eine Fusion von ISE und einer Tochtergesellschaft der US Exchange Holdings, die wiederum eine Tochtergesellschaft der Eurex ist. Eurex war damals ein Gemeinschaftsunternehmen der Deutschen Börse und der Schweizer Börse SIX. Die Eurex bezahlte für die ISE 2,8 Mrd. US-Dollar, die Deutsche Börse hat 85 Prozent und die SIX 15 Prozent des Kaufpreises übernommen.
Der Umsatz der ISE lag im Jahr 2006 bei rund 178 Millionen US-Dollar bei einem Gewinn bei 55 Millionen US-Dollar. Die Aktie der ISE ist seit März 2005 an der Wall Street gelistet. Die Übernahme erlaubt es Eurex, ihre Produktpalette auf den US-Dollar-Raum auszuweiten. Die Börse hatte bereits 2004 mit der Eurex US versucht, den amerikanischen Markt zu erobern, war aber gescheitert. Die ISE bleibt eigenständig unter Regulierung der SEC und behält ihre Struktur und Marke.
Am 9. März 2016 gab die Deutsche Börse bekannt, dass sie die Aktienoptionsbörse International Securities Exchange (ISE) an die US-amerikanische Börse Nasdaq, Inc. verkaufen werde. Der Kaufpreis belief sich auf 1,1 Mrd. US-Dollar in bar. Die Transaktion wurde am 30. Juni 2016 abgeschlossen.

### NYSE Euronext
Am 9. Februar 2011 wurde der Handel mit den Aktien der Deutschen Börse und der NYSE Euronext ausgesetzt, nachdem bestätigt worden war, dass beide Börsen in fortgeschrittenen Verhandlungen über einen Zusammenschluss stehen. Wäre diese Fusion gelungen, so wäre das größte Börsenunternehmen der Welt daraus hervorgegangen. An der fusionierten Börse sollten die Anteilseigner der Deutschen Börse die Mehrheit halten, die Marktkapitalisierung der Deutschen Börse betrug im Februar 2011 11,4 Milliarden Euro, die der NYSE Euronext 6,7 Milliarden Euro.
Im Verlauf des Jahres 2011 wuchsen allerdings Bedenken gegen den Zusammenschluss. Am 1. Februar 2012 verweigerte die EU-Kommission ihre Zustimmung zur Fusion der Deutschen Börse mit der NYSE Euronext. Trotz Zugeständnissen beider Unternehmen war man seitens der Kommission zu der Einschätzung gelangt, dass der Zusammenschluss in erheblichem Maße den Wettbewerb behindern würde. Damit war der angedachte Zusammenschluss gescheitert.

### London Stock Exchange – Scheitern der Fusionsabsichten (2016–2017)
Am 23. Februar 2016 kündigte die Deutsche Börse an, einen „Zusammenschluss unter Gleichen“ mit der London Stock Exchange Group zu planen. Die Aktionäre der London Stock Exchange Group sollten für jede Aktie 0,4421 Aktien der neuen fusionierten Gesellschaft erhalten, während die Aktionäre der Deutschen Börse ihre Aktien eins zu eins tauschen können sollten. Am Ende sollten die Aktionäre der Deutschen Börse 54,4 % der Anteile an der neuen Gesellschaft halten, die Aktionäre der London Stock Exchange die restlichen 45,6 %. Von dem Zusammenschluss versprachen sich beide Unternehmen Kosteneinsparungen in Höhe von 450 Millionen Euro (354 Millionen Pfund Sterling) jährlich, was etwa 20 Prozent der aktuellen Gesamtbetriebskosten beider Unternehmen zusammengenommen entsprochen hätte. Beide Börsen meldeten die geplante Fusion am 25. August 2016 bei der EU-Kommission an.
Ende Februar 2017 scheiterten die Fusionsgespräche mit der Londoner Börse. Insbesondere die Verlagerung des Sitzes der Börse von Frankfurt nach London führte infolge des Brexit zum Hindernis einer Fusion sowie angebliche Ermittlungen gegen den Manager Kengeter. Ende März 2017 untersagte auch die Europäische Kommission die Fusion, da auf dem Markt für das Clearing festverzinslicher Finanzinstrumente „ein De-facto-Monopol“ geschaffen worden wäre.

## Mitgliedschaften
Die Deutsche Börse ist Mitglied bei unter anderem:
- World Federation of Exchanges[46]
- Federation of European Securities Exchanges[47]
- Sustainable Stock Exchanges Initiative